# Coleophora diffinis
Coleophora diffinis é uma espécie de mariposa do gênero Coleophora pertencente à família Coleophoridae.